# Journal for General Philosophy of Science
Le Journal for General Philosophy of Science (abrégé en J. Gen. Philos. Sci.) est une publication scientifique anglophone.
Ce journal semestriel publie des articles de toutes orientations en philosophie des sciences ainsi que des articles sur toutes les thématiques significatives pour les sciences naturelles ou humaines. En particulier il est le lieu de contributions consacrées à la conception des sciences en général, à l’influence réciproque des sciences naturelles et des sciences humaines ainsi qu’à l’histoire de l’épistémologie de l’Antiquité à nos jours.
Le journal contient en majorité des articles de recherche. Il comprend en outre une partie consacrée à la discussion de thèmes d’actualité. On y publie aussi des rapports sur des conférences, sur la situation dans différents pays ainsi que sur des sujets choisis et des comptes rendus de livres.
Il fut fondé par Alwin Diemer, Lutz Geldsetzer et Gert König en 1970 sous le titre Zeitschrift für allgemeine Wissenschaftstheorie/Journal for General Philosophy of Science chez Franz Steiner à Wiesbaden. À partir de 1990 le journal a été poursuivi par Kluwer Academic Publishers (aujourd’hui dépendant de Springer) à Dordrecht sous le même titre. Depuis 2017 le journal est publié par Claus Beisbart (Universität Bern, Suisse), Helmut Pulte (Ruhr-Universität Bochum, Allemagne) et Thomas Reydon (Leibniz Universität Hannover, Allemagne).